# Бергаптен
Бергаптен (5-метоксипсорален) — это встречающееся в природе органическое химическое соединение, вырабатываемое многочисленными видами растений, особенно из подсемейства Сельдерейных семейства Зонтичные и подтрибы Цитрусовых семейства Рутовые. Например, бергаптен был извлечен из 24 видов растений рода Борщевик в семействе Зонтичные. В семействе Рутовые различные виды цитрусовых содержат значительное количество бергаптена особенно растение группы Папеда, называемое Цитрусовой микрантой, Бергамот оранжевый (C. bergamia), а также некоторые сорта лайма и горького апельсина.
Бергаптен принадлежит к классу химических соединений, известных как фуранокумарины. В 1834 году Кальбруннер выделил 5-метоксипсорален из эфирного масла бергамота отсюда и общее название «бергаптен». Это был первый фуранокумарин, который был выделен и идентифицирован.

## Токсичность
Бергаптен является производным псоралена, родительского соединения целого семейства природных органических соединений, известных как линейные фуранокумарины. Некоторые из них, включая бергаптен, действуют как сильные фотосенсибилизаторы при местном нанесении на кожу.
Бергаптен часто встречается в растениях, вызывающих фитофотодермит — потенциально серьезное воспаление кожи. Контакт с частями растений, содержащими бергаптен (и другие линейные фуранокумарины), при последующем воздействии ультрафиолетового света может привести к фитофотодерматиту. В частности, бергаптен, по-видимому, является основным фототоксичным соединением, ответственным за вызванный цитрусовыми фитофотодермит.
Бергаптен и другие линейные фуранокумарины вызывают потерю активности для синтеза РНК На матрице ДНК. 5-метоксипсорален также известен своими мутагенными эффектами, и своей способностью быть очень сильным агентом для индукции хромосомных аберраций. При достаточно высокой концентрации наблюдалось полное митотическое ингибирование.
Существует достаточно доказательств того, что бергаптен способствует развитию рака у животных, но таких доказательств канцерогенности у людей нет. По данным Международного агентства по изучению рака, бергаптен, вероятно, канцерогенен для человека.

## Медицинское использование
Бергаптен помогает коже поглощать больше света, поэтому он используется (вместе с другими фуранокумаринами) при пигментных заболеваниях, таких как витилиго (лейкодермия) и псориаз, часто в сочетании с воздействием солнца или солнечной радиации. У людей, которые легко обгорают, фуранокумарины могут также повышать устойчивость кожи к солнечному излучению. Было показано, что бергаптен вызывает определенные кожные реакции для выравнивания осветления пигментации у пациентов с витилиго в зависимости от различных факторов, таких как восприимчивость субъекта, дозировка и влажность, но иногда эффекты могут быть несовместимыми.
При псориазе бергаптен ценится как пероральное фотохимиотерапевтическое средство из-за его эффективности, отсутствия фототоксических реакций и проявлений лекарственной нечувствительности. Он действует как фотосенсибилизирующий препарат, который столь же эффективен, а при достаточно высокой дозировке более эффективен, чем 8-метоксипсорален, в лечении псориазных поражений. Было показано, что он является ценной альтернативой 8-метоксипсоралену из-за относительного отсутствия побочных эффектов во время лечения, таких как эритема, зуд и тошнота.
Бергаптен также считается потенциальным средством профилактики рака кожи, вызванного солнечным светом. Специальное исследование выявило, что загар, полученный с помощью бергаптена, вызывал меньше повреждений ДНК у людей. Было показано, что бергаптен обладает противоопухолевым действием, например, благодаря его способности вызывать аутофагический процесс в клетках рака груди. Одно исследование показало, что это стало возможным благодаря усилению экспрессии гена PTEN в этих клетках рака груди.
Бергаптен, наряду с другими фуранокумаринами, также участвует в ингибировании цитохрома P450.

## Синтез
Бергаптен — это натуральное соединение, получаемое из таких растений, как инжир обыкновенный, но его также можно синтезировать. Большинство синтезов линейных фуранокумаринов начинается с центрального ароматического кольца с дальнейшим добавлением двух гетероциклических колец. Желательны альтернативные пути синтеза, чтобы избежать региохимических проблем и умеренных выходов. Описанный здесь синтез включает йод в качестве удаляемой группы для обеспечения региохимической целостности и конвергенции. Как показано на схеме, исходным соединением был флороглюцин (соединение 1). Монометилирование проводили с последующей реакцией с этилпропиолатом в присутствии ZnCl2 с получением 7-гидрокси-5-метоксикумарина (продукт 3, не показан) с выходом 68 %. Затем положение 8 7-гидрокси-5-метоксикумарина защищали йодом, чтобы избежать образования углового фуранокумарина. Продукт 4 на диаграмме — результат этой защиты йодом. Продукт 5 был результатом аллилирования продукта 4. Тетраоксид осмия и метрапериодат натрия использовали для окислительного расщепления O-аллильного производного на альдегидном продукте 7 через промежуточный диол (продукт 6, не показан). Циклизация альдегидного продукта 7 с помощью BF 3 -Et 2 O в тетра- н — бутиламмонийбромид затем было проведено с целью построить фурановое кольцо. Последним шагом было удаление защитной группы йода с помощью Pd(OAc)2 с получением в конечном итоге бергаптена (продукт 9) с выходом 90 %. Синтетический бергаптен был выделен в виде бесцветного соединения со свойствами, спектроскопически идентичными натуральному продукту.
Известное применение бергаптена — синтез фраксинола. Ключевой реакцией в этом синтезе является окисление фуранового кольца виснагина и бергаптена хромовой кислотой.

### Комментарии
1. ↑  Называются линейными, поскольку обладают линейной химической структурой.